# Vilenica
Vilenica je prva turistična jama na svetu. Jama leži ob lokalni cesti Sežana–Lokev. 
Leta 1633 je dal lastnik grof Petač jamo v upravljanje lokavski župniji. Določil je tudi, da lahko župnija razpolaga z vsemi dohodki od vódenih ogledov jame – zato domačini štejejo, da je njihova jama turistično aktivna že skoraj 400 let.
Jamo je leta 1778 obiskal slavni naravoslovec Balthasar Hacquet, ohranjeni pa so tudi podatki o več kraljevskih obiskih: kralj Neaplja in Sicilije Ferdinand (1790), cesar Leopold II. (1790 in 1791), cesar Franc I. (1816), saški kralj Friderik II. (1836) itd.
Do sredine 19. stoletja je Vilenica slovela kot najlepša, največja in najbolj obiskana jama Matičnega Krasa. Dolgo zapuščena je ponovno zaživela leta 1963, ko je skrb zanjo prevzelo Jamarsko društvo Sežana. Člani društva so v svojem prostem času postopoma obnovili poti in uredili električno razsvetljavo. Za obiskovalce je Vilenica opremljena in osvetljena v dolžini 450 m.
Jama je nekoč močno burila domišljijo obiskovalcev in domačini so verjeli, da v njej prebivajo dobre vile. Tako je Vilenica dobila svoje ime. O nastanku govori pripovedka Kako je ratala jama Vilenica. V vhodnem delu so odkrili arheološke ostanke iz obdobja na prehodu med mlajšo kameno dobo in bronasto dobo.
Leta 1980 so začeli v jami prirejati večere slovenskih književnikov, od leta 1986 naprej pa mednarodnl literarni festival Vilenica – srečanje pesnikov in pisateljev iz vse Evrope. Na tej prireditvi podeljujejo mednarodno - srednjeevropsko nagrado za književnost Vilenica in sicer veliko nagrado Vilenice in priznanje Kristal Vilenice.